# Chatham County, Georgia
Chatham County är ett administrativt område i delstaten Georgia, USA, med 265 128 invånare. Den administrativa huvudorten (county seat) är Savannah.
Fort Pulaski nationalmonument ligger i countyt.

## Geografi
Enligt United States Census Bureau har countyt en total area på 1 638 km². 1 135 km² av den arean är land och 503 km² är vatten.

### Angränsande countyn
- Jasper County, South Carolina - nordost
- Bryan County, Georgia - väst
- Effingham County, Georgia - nordväst